# Алан Маршал
Алан Маршал (на английски: Alan Marshall) е австралийски публицист, фолклорист и писател на социални и хумористични произведения.

## Биография и творчество
Алан Уилям Маршал е роден на 2 май 1902 г. в Нурат, Виктория, Австралия, в семейството на селскостопанския работник занимаващ се с коне Уилям Маршал и Адамиета Лестър. На 6 г. заболява от детски паралич, остава инвалид за цял живот и трябва да ходи с патерици. Това оказва влияние върху неговия живот и литературна кариера. По време на болезненото и мъчително възстановяване жадно чете приключенска литература и иска да бъде наравно със своите връстници в училище. Учи в гимназията в Теранг в щата Виктория.
През 1918 г. семейството се премества в Даймънд Крийк близо до Мелбърн, за да може Маршал да учи в бизнес колеж „Скот“, за който той печели пълна стипендия. Той не завършва колежа и от 1922 г. започва да работи на различни места като чиновник и учител. Същевременно се интересува от литература и пише, като негови разкази печелят награди на литературни конкурси. Въпреки това нито един, от написаните в периода 1923–1934 г., разкази не е публикуван. Първата му работа „It Happened One Night“ излиза едва през 1934 г.
През 1930 г. започва да работи като счетоводител в компанията за обувки „Trueform“ в Колингууд. Когато през 1935 г. фирмата е закрита, Маршал започва да работи като писател на свободна практика, като репортер и колумнист, пишейки за вестници и списания в продължение на много години. Води колонка за нещастно влюбени в периода 1952–1957 г. Произхождайки от работническата среда той често работи за леви издания като пише без заплащане по темите срещу войната и фашизма. Въпреки застъпването на леви идеи той не е бил член на комунистическата партия, за да не бъде обвързан с партийната дисциплина. В този период става член на Съюза на писателите на Австралия.
По това време, през 1937 г., Маршал пише първият си роман „How Beautiful Are Thy Feet“, който обаче остава непубликуван до 1949 г. Въз основа на опита си в „Trueform“ в него той ярко и детайлно изобразява мизерията в работническите слоеве на Мелбърн в периода на Депресията. През 1937 г., съвместно с художника Рем Макклинтък, журналистът Ким Кийн и писателят Лео Кеш, пишат и поставят пиесата „Thirteen Dead“ за бедствието във въгледобивната мина „Уонтаги“.
При работата си в Съюза на писателите той среща Олив Дълси Диксън, за която се жени 30 май 1941 г. в Мелбърн. Техният съвместен живот е труден и те се развеждат през 1957 г. Имат 2 дъщери.
В годините на Втората световна война е кореспондент за фронтовия вестник „AIF News“ за австралийските войници, служещи в Нова Гвинея и Близкия изток, и пътува с каравана из щата Виктория, за да събира на истории и новини. Историите му от този период са издадени в сборника „These are my people“.
През 1945–1946 г. Маршал прекарва девет месеца сред аборигените, където е наречен „Gurrawilla“ (разказвач на истории). Сборникът му от литературно обработени легенди „People of the Dreamtime“ (Хора от времето на мечтите) от 1952 г. отразява именно този период. С него той се застъпва за правата на австралийските аборигени.
Автор е на сборниците с разкази и хумористични скечове: „Разкажи ни за пуйката, Джо“ (1946), „Дръпни щорите“ (1949), „Ненадейни срещи с приятели“ (1950), „Как е Анди?“ (1956), „Разкази“ (1973).
През 1954 г. Маршал получава литературна стипендия и започва да пише своята автобиографична трилогия. Първият роман от нея „Мога да прескачам локви“ публикуван през 1956 г. е неговият най-известен роман, в който той описва как се справя с тежката си съдба и неговите впечатления за обществото и събитията през очите на едно дете. През 1981 г. романът му „Мога да прескачам локви“ е екранизиран в едноименния минисериал с участието на актьора Адам Гарнет. През 1962 и 1963 г. са издадени и другите две части – „Това е Тревата“ и „В моето сърце“.
Със своите произведения „Living at Eltham“ от 1955 г. и „Pioneers and Painters“ от 1971 г. Маршал става запален защитник на природното и културното наследство на графство Елтам, в което живее.
Алан Маршал придобива широка популярност преди всичко със своите разкази за простите австралийски труженици и за децата. През 60-те и 70-те той пътува много из Австралия и света. Творчеството му е особено ценено в Източния блок.
През целия си живот Маршал е получил много награди. През 1954 г. получава литературна стипендия на Британската общност. Удостоен е с Ордена на Австралия за заслуги в литературата, с Орден на дружбата между народите (СССР), и е „доктор хонорис кауза“ за литература от Университета на Мелбърн.
През 1981 г. здравословното му състояние се влошава и той постъпва през 1982 г. в старчески дом. Алан Маршал умира на 21 януари 1984 г. в Източен Брайтън, Мелбърн, Виктория, Австралия. През 1985 г. в графство Елтам, Австралия, от Съюза на писателите е учредена ежегодна литературна награда за млади автори на негово име.

## Произведения

### Самостоятелни романи
- How Beautiful Are Thy Feet (1949)

### Автобиографии
- I Can Jump Puddles (1955)
Мога да прескачам локви, изд.: ИК „Отечество“, София (1981), прев. Светлана Стефанова
- This is the Grass (1962)
- In Mine Own Heart (1963)

### Сборници
- Tell us about the turkey, Jo (1946)
Разкажи ни за пуйката, Джо, изд.: „Народна култура“, София (1978), изд. ИК „Кронос“ (2005, 2010), прев. Христо Кънев
- Дръпни щорите, Pull Down The Blind (1949) – с илюстрации от Ноел Коунихан
- Ненадейни срещи с приятели, Bumping into Friends (1950)
- Smell anything burning (1950)
Мирише на изгоряло, изд. „Лира Принт“ (1994), прев. Христо Кънев
- People of the Dreamtime (1952)
- Как е Анди?, How's Andy Going? (1956) – с илюстрации от Дъг Тейнш
- The Gay Provider (1962)
- Aboriginal Myths (1972) – със Сретен Бозич
- Australian short stories (1973)
Сивото кенгуру, изд.: Профиздат, София (1980), прев. Христо Кънев
- Hammers over the Anvil (1975)

### Документалистика
- These are my people (1944)
- Ourselves Writ Strange (1948)
- Living at Eltham (1955)
- Pioneers and Painters (1971)

### Детски книги
- Whispering in the Wind (1969)

### Пиеси
- Thirteen Dead (1937)

### Филмография
- 1971 Uz zase skácu pres kaluze
- 1981 I Can Jump Puddles – ТВ сериал по романа
- 1993 Hammers Over the Anvil